# The Josephs
The Josephs（ザ・ジョセフス）は、日本のインディー・ロックバンド。

## 来歴
2012年：Naoaki TsudaとKazunari Yoshidaで結成。
2015年：メンバーの入れ替わりを経て、ボーカルのJuliaが参加。バンド名を「The Josephs」とし、本格的に活動を開始。
2015年10月：「DUSK」をSoundCloud、Bandcampに公開。
2015年11月：自主制作MV「Daytona Drive」を公開。大阪府豊中市で初ライブを行う。
2016年１月 : 「DUSK」 が、UKのFriday Lunchtime Playlist で放送される。
https://m.mixcloud.com/fridaylunchtime/
2016年10月：1st Album「DUNE」をリリース。
2017年7月 :  「Record Boy」が、UKのFriday  Lunchtime Playlist で放送される。
https://m.mixcloud.com/fridaylunchtime/
2017年8月：「寝待月のショー2017」（於：滋賀県大津市桐生キャンプ場）に出演。
2018年3月14日：アルバム「Dusty Dreams」をリリース。

## ディスコグラフィ

### アルバム

#### 『DUNE』（Cat.No. LUCK-1002）
2016年10月5日発売。タワーレコードとAno(t)raksの新設レーベル『LUCK』 よりリリース。アコースティック音源を含む9曲入り。「Daytona Drive」、「Dusk」、「San Marino (Acoustic)」のMVが公開されている。
収録曲
1. Back to the stage
2. San Marino
3. Daytona Drive
4. Rogue Royal
5. Love beat
6. Dusk
7. Million Miles
8. San Marino (Acoustic)
9. Million Miles (Acoustic)

#### 『Dusty Dreams』（Cat.No. PCD-83007）
2018年3月14日発売。P-VINEからリリース。「Record Boy」のMVが公開されている。
収録曲
1. Glossy
2. Record Boy
3. Antihero
4. Dusty Dreams
5. Take These Silver Shoes
6. Two on the road
7. Cinema Rain
8. Hardly Know
9. Colonies

## ミュージックビデオ
- Daytona Drive - YouTube（2015年11月13日公開）
- Dusk (Lyrics Video)（2016年10月4日公開）
- San Marino (Studio Acoustic Session)（2016年10月30日公開）
- Record Boy （2018年3月6日公開）